# Ga Akigawa
Ga Akigawa (秋川駅 Akigawa-eki) là một ga đường sắt chở khách nằm ở thành phố Akiruno, Tokyo, được điều hành bởi Công ty Đường sắt Đông Nhật Bản (JR East).